# لاري غيلز
لاري غيلز (بالإنجليزية: Larry Gales)‏ هو عازف جاز أمريكي، ولد في 25 مارس 1936 في نيويورك في الولايات المتحدة، وتوفي في 12 سبتمبر 1995 في سيلمار ‏ في الولايات المتحدة.

## وصلات خارجية
- لاري غيلز على موقع IMDb (الإنجليزية)
- لاري غيلز على موقع ميوزك برينز (الإنجليزية)
- لاري غيلز على موقع أول ميوزيك (الإنجليزية)
- لاري غيلز على موقع ديسكوغز (الإنجليزية)